# Токійське метро
Токі́йське метро́ (яп. 東京地下鉄株式会社, とうきょうちかてつかぶしきがいしゃ, МФА: [toːkʲoː t͡ɕi̥katet͡su kabuɕi̥ki gai̯ɕa]; англ. Tokyo Metro Co., Ltd.) — державно-муніципальне підприємство в Японії, що здійснює керування і розбудову метрополітену в столиці Токіо та прилеглих районах. Складова системи Токійського метрополітену. Засноване в квітні 2004 року. Штаб-квартира розташована в районі Тайто, Токіо. Станом на 2011 рік контролювало 9 ліній з 168 станціями. Довжина колії становить 203.4 км. 53.42% акціями підприємства володіє Кабінет міністрів Японії в особі міністра фінансів. Решту контролює Адміністрація токійської метрополії.

## Лінії
| помаранчева |  | Лінія 3  | Лінія Ґіндза    | 銀座線   |
| червона     |  | Лінія 4  | Лінія Маруноуті | 丸ノ内線 |
| срібна      |  | Лінія 2  | Лінія Хібія     | 日比谷線 |
| блакитна    |  | Лінія 5  | Лінія Тодзай    | 東西線   |
| зелена      |  | Лінія 9  | Лінія Тійода    | 千代田線 |
| жовта       |  | Лінія 8  | Лінія Юракутьо  | 有楽町線 |
| бузкова     |  | Лінія 11 | Лінія Хандзомон | 半蔵門線 |
| морська     |  | Лінія 7  | Лінія Намбоку   | 南北線   |
| брунатна    |  | Лінія 13 | Лінія Фукутосін | 副都心線 |